# 黃卷 (崇禎特用)
黃卷 ，字蘭輝，湖廣承天府鍾祥縣人，明朝知县，賜特用出身。

## 生平
崇禎十三年賜特用出身。官呈貢知縣，因與上級一言不合，掛印而去。甲申之變，北京亡，家居聞變，北向長嚎，絕食殉節。清乾隆四十一年，賜祀忠義祠。